# Papa Charlie McCoy
Charles McCoy (Jackson, 1909. május 26. – Chicago, 1950. július 26.), amerikai delta blues zenész; gitáros, mandolinos, dalszerző.

## Pályafutása
„Papa Charlie McCoy” Jacksonban városában született. Leggyakrabban a becenevén emlegetik. Gitárosként és mandolinjátékosként korának egyik legjobb előadója volt. Mississippi államban játszott együttesével, a Mississippi Hot Footersszel. Az 1930-as és 1940-es években bátyjával, Kansas Joe McCoy-jal léptek fel (McCoy Brothers).
Karrierje megszakadt a második világháború alatt az Egyesült Államok hadseregében töltött szolgálata következtében. A háború után rossz egészségi állapota miatt már nem zenélt. 1950-ben Chicagóban halt meg, mindössze néhány hónappal testvére halálát követően.

## Lemezeiből
- Papa Charlie McCoy
- Last Time Blues
- Too Long
- Candy Man Blues
- Let My Peaches Be
- Last Time Blues
- Always In Love With You
- Motherless And Fatherless
- Too Long